# Казахская белоголовая (порода коров)
Казахская белоголовая порода — порода крупного рогатого скота мясного направления. Выведена в Казахской ССР и РСФСР в 1932—1950 годах в условиях резко выраженного континентального климата скрещиванием калмыцкого скота с быками герефордской породы.

## История
За выведение породы группе учёных и работников сельского хозяйства были вручены Сталинские премии за 1951 год:
Мусин, Баграм Мусинович, Галиакберов, Нажиб Закирович, Гордиенко, Михаил Фёдорович, ст. н. с. Института животноводства Казахского филиала ВАСХНИЛ, Дудин, Сергей Яковлевич, к. с.- х. н., Бай, Борис Владимирович, директор, Жувасов, Капыс, ст. скотник племенного совхоза «Балкашино» Акмолинской области; Хлатин, Алексей Андреевич, зам. нач. Управления, Ланина, Анна Владимировна, ст. н. с. опытной станции животноводства Карагандинского совхоза; Субботин, Виктор Яковлевич, нач. Управления Министерства совхозов Казахской ССР, Мусин, Ота, ст. скотник Анкатинского племенного совхоза Западно-Казахстанской области, Чикимбаев, Жуйбакан, ст. скотник, Мельниченко, Павел Фомич, ст. зоотехник племенного совхоза «Чалобай» Семипалатинской области, Акопян, Константин Арутюнович, зав. отделом Чкаловского НИИ молочно-мясного скотоводства, Жорноклей, Павел Евтихиевич, директор племенного совхоза крупного рогатого скота «Броды» Чкаловской области, — за выведение новой породы крупного рогатого скота «Казахская белоголовая».
До этого за выведение породы группе ученых (Н. З. Галиакберову, Б. М. Мусину и другим) была вручена Государственная премия Казахской ССР (1950).
По состоянию на начало 1980 года насчитывалось 1 570 000 голов казахской белоголовой породы.
Скот казахской белоголовой породы был использован при выведении аулиеатинской породы.

## Характеристика
Масть животных тёмно-красная, голова и кончик хвоста, подгрудок, брюхо и нижняя часть ног белые. Туловище массивное, бочкообразное. Живая масса быков составляет 800—900 (максимальная — 1100—1300) кг, коров — 480—520 (максимальная — 640 кг). Убойный выход — 57—60 % (по другим данным — 63—67 %). Скот приспособлен к сезонным изменениям уровня и типа кормления.
Среднегодовые надои молока 1500—2000 кг жирностью 3,8—3,9 %. Вес телят при рождении 27—30 кг. В возрасте 8 месяцев (к отъёму) телята достигают веса 220—240 кг.
Большие рога представляют собой неудобство при разведении; в РФ к 2002 году был создан заволжский комолый тип породы путём чистопородной линейной селекции.

## Распространение
Казахскую белоголовую разводят в Волгоградской, Астраханской, Оренбургской областях и Забайкальском крае РФ (данные 2002—2004 годов), Высококлассные стада сформированы в Алтайском крае.
В Казахстане породу разводят в хозяйствах Жамбылской, Акмолинской, Восточно-Казахстанской, Костанайской, Северо-Казахстанской областей страны.
Кроме того разводят в Монголии (800 голов в 2002 году) и Узбекистане (7700 голов в 2003 году).